# Davis Cup 2022 – baráž 2. světové skupiny
Baráž 2. světové skupiny Davis Cupu 2022 představovala dvanáct mezistátních tenisových zápasů hraných mezi 4.–5. březnem 2022. V rámci Davis Cupu 2022 do ní nastoupilo dvacet čtyři družstev, které vytvořily dvanáct párů. Dvoudenní vzájemná mezistátní utkání se konala ve formátu na tři vítězné body (čtyři dvouhry a čtyřhra). Jeden z členů dvojice hostil duel na domácí půdě.
Vítězové postoupili do zářijové 2. světové skupiny 2022 a na poražené čekala účast ve 3. skupinách kontinentálních zón 2022.

## Přehled
Baráže 2. světové skupiny se zúčastnilo dvacet čtyři týmů:
- 2 poražené týmy z vyřazovacího kola 2. světové skupiny 2021
- 12 poražených týmů z 2. světové skupiny 2021
- 10 vítězných týmů z baráží 3. skupin kontinentálních zón 2021
  - 3 týmy z Evropy
  - 3 týmy z Asie a Oceánie
  - 2 týmy z Ameriky
  - 2 týmy z Afriky

Nasazené týmy
- Čína (42.)
- Dominikánská republika (48.)
- Thajsko (50.)
- Tchaj-wan (53.)
- Venezuela (55.)
- Estonsko (58.)
- Egypt (59.)
- Řecko (60.)
- Maroko (61.)
- Bulharsko (62.)
- Zimbabwe (63.)
- Hongkong (64.)

Nasazené týmy
- Indonésie (65.)
- Vietnam (66.)
- Salvador (67.)
- Paraguay (68.)
- Jamajka (69.)
- Lotyšsko (70.)
- Monako (71.)
- Guatemala (75.)
- Irsko (77.)
- Kypr (79.)
- Pacifická Oceánie (79.)
- Benin (81.)

Žebříček ITF k 20. září 2021.
| Baráž 2. světové skupiny – 4. a 5. března 2022 | Baráž 2. světové skupiny – 4. a 5. března 2022 | Baráž 2. světové skupiny – 4. a 5. března 2022 | Baráž 2. světové skupiny – 4. a 5. března 2022 | Baráž 2. světové skupiny – 4. a 5. března 2022 | Baráž 2. světové skupiny – 4. a 5. března 2022 | Baráž 2. světové skupiny – 4. a 5. března 2022 |
| Domácí                                         | výsledek                                       | hosté                                          | místo konání                                   | areál / hala                                   | povrch                                         |                                                |
| ---------------------------------------------- | ---------------------------------------------- | ---------------------------------------------- | ---------------------------------------------- | ---------------------------------------------- | ---------------------------------------------- | ---------------------------------------------- |
| Čína [1]                                       | bez boje                                       | Irsko                                          | —                                              | —                                              | —                                              |                                                |
| Dominikánská republika [2]                     | 3–0                                            | Vietnam                                        | Santo Domingo                                  | Centro Nacional de Tenis Parque Del Este       | tvrdý                                          |                                                |
| Thajsko [3]                                    | 2–3                                            | Lotyšsko                                       | Bangkok                                        | Lawn Tennis Association of Thailand            | tvrdý                                          |                                                |
| Guatemala                                      | 0–4                                            | Tchaj-wan [4]                                  | Ciudad de Guatemala                            | Complejo de Tenis Ing. Juan José Hermosilla    | tvrdý                                          |                                                |
| Indonésie                                      | 3–0                                            | Venezuela [5]                                  | Jakarta                                        | Gelora Bung Karno Sports Complex               | tvrdý                                          |                                                |
| Estonsko [6]                                   | 4–0                                            | Pacifická Oceánie                              | Tallinn                                        | Forus Tenniscenter                             | tvrdý (hala)                                   |                                                |
| Egypt [7]                                      | 4–1                                            | Kypr                                           | Káhira                                         | Gezira Sporting Club                           | antuka                                         |                                                |
| Řecko [8]                                      | 3–2                                            | Jamajka                                        | Athény                                         | Ace Tennis Club                                | antuka (hala)                                  |                                                |
| Monako                                         | 4–0                                            | Maroko [9]                                     | Roquebrune-Cap-Martin (Francie)                | Monte Carlo Country Club                       | antuka                                         |                                                |
| Bulharsko [10]                                 | 3–1                                            | Paraguay                                       | Sofie                                          | Sportovní hala Sofia                           | tvrdý (hala)                                   |                                                |
| Zimbabwe [11]                                  | 1–3                                            | Salvador                                       | Harare                                         | Harare Sports Club                             | tvrdý                                          |                                                |
| Benin                                          | 1–3                                            | Hongkong [12]                                  | Cotonou                                        | Stade de l’Amitié Général Mathieu Kérékou      | tvrdý                                          |                                                |

## Zápasy baráže 2. světové skupiny

### Čína vs. Irsko
| | Čína | bez | boje | Irsko |    |            |
| --- | --- | --- | ---- | ----- | -- | ---------- |
| Čína 4.–5. března 2022 | |     |      |       |    |            |
| \| \| \| \| 1. \| 2. \| 3. \| \| \| ----------- \| ------------------------------------------------------------------------------------------------------------------------------------------------------------------ \| \| -- \| -- \| -- \| ---------- \| \| 1. \| \| \| \| \| \| nehrálo se \| \| 2. \| \| \| \| \| \| nehrálo se \| \| 3. \| \| \| \| \| \| nehrálo se \| \| 4. \| \| \| \| \| \| nehrálo se \| \| 5. \| \| \| \| \| \| nehrálo se \| \| \| \| \| \| \| \| \| \| \| \| \| \| \| \| \| \| \| \| \| \| \| \| \| \| Podrobnosti \| \| \| \| \| \| \| \| \| Čína z mezistátního zápasu odstoupila. Irsko tak vyhrálo bez boje. Covidová omezení v Číně neumožnila uspořádat Čínskému tenisovému svazu zápas na domácí půdě.[2] \| \| \| \| \| \| | |     |      |       |    |            |
| | |     | 1.   | 2.    | 3. |            |
| 1. | |     |      |       |    | nehrálo se |
| 2. | |     |      |       |    | nehrálo se |
| 3. | |     |      |       |    | nehrálo se |
| 4. | |     |      |       |    | nehrálo se |
| 5. | |     |      |       |    | nehrálo se |
| | |     |      |       |    |            |
| | |     |      |       |    |            |
| | |     |      |       |    |            |
| Podrobnosti | |     |      |       |    |            |
| | Čína z mezistátního zápasu odstoupila. Irsko tak vyhrálo bez boje. Covidová omezení v Číně neumožnila uspořádat Čínskému tenisovému svazu zápas na domácí půdě. |     |      |       |    |            |

### Dominikánská republika vs. Vietnam
| | Dominikánská republika | 3 :                                                     | 0    | Vietnam |     |            |
| --- | ---------------------- | ------------------------------------------------------- | ---- | ------- | --- | ---------- |
| Centro Nacional de Tenis Parque Del Este, Santo Domingo, Dominikánská republika 4.–5. března 2022 tvrdý |                        |                                                         |      |         |     |            |
| \| \| \| \| 1. \| 2. \| 3. \| \| \| -- \| \| ------------------------------------------------------- \| ---- \| --- \| --- \| ---------- \| \| 1. \| \| Nick Hardt Trịnh Linh Giang \| 6 1 \| 6 4 \| \| \| \| 2. \| \| Roberto Cid Subervi Lý Hoàng Nam \| 4 6 \| 6 3 \| 6 1 \| \| \| 3. \| \| Peter Bertran / Nick Hardt Lê Quốc Khánh / Lý Hoàng Nam \| 67 9 \| 6 4 \| 6 1 \| \| \| 4. \| \| Alejandro José Gandini Nguyễn Văn Phương \| 4 6 \| 1 2 \| \| nedohráno \| \| 5. \| \| Roberto Cid Subervi Trịnh Linh Giang \| \| \| \| nehrálo se \| \| \| \| \| \| \| \| \| \| \| \| \| \| \| \| \| \| \| \| \| \| \| \| \| \| \| \| \| \| \| \| \| \| \| \| \| \| \| \| \| |                        |                                                         |      |         |     |            |
| |                        |                                                         | 1.   | 2.      | 3.  |            |
| 1. |                        | Nick Hardt Trịnh Linh Giang                             | 6 1  | 6 4     |     |            |
| 2. |                        | Roberto Cid Subervi Lý Hoàng Nam                        | 4 6  | 6 3     | 6 1 |            |
| 3. |                        | Peter Bertran / Nick Hardt Lê Quốc Khánh / Lý Hoàng Nam | 67 9 | 6 4     | 6 1 |            |
| 4. |                        | Alejandro José Gandini Nguyễn Văn Phương                | 4 6  | 1 2     |     | nedohráno  |
| 5. |                        | Roberto Cid Subervi Trịnh Linh Giang                    |      |         |     | nehrálo se |
| |                        |                                                         |      |         |     |            |
| |                        |                                                         |      |         |     |            |
| |                        |                                                         |      |         |     |            |
| |                        |                                                         |      |         |     |            |
| |                        |                                                         |      |         |     |            |

### Thajsko vs. Lotyšsko
| | Thajsko | 2 :                                                                  | 3    | Lotyšsko |     |  |
| --- | ------- | -------------------------------------------------------------------- | ---- | -------- | --- |  |
| Lawn Tennis Association of Thailand, Muang Thong Thani, Bangkok, Thajsko 4.–5. března 2022 tvrdý |         |                                                                      |      |          |     |  |
| \| \| \| \| 1. \| 2. \| 3. \| \| \| -- \| \| -------------------------------------------------------------------- \| ---- \| --- \| --- \| \| \| 1. \| \| Kasidit Samrej Robert Strombachs \| 64 7 \| 6 3 \| 4 6 \| \| \| 2. \| \| Juttana Čaroenfon Ernests Gulbis \| 4 6 \| 2 6 \| \| \| \| 3. \| \| Pručja Isaro / Thantub Suksumrarn Ernests Gulbis / Robert Strombachs \| 4 6 \| 7 5 \| 6 0 \| \| \| 4. \| \| Kasidit Samrej Ernests Gulbis \| 4 6 \| 6 4 \| 4 6 \| \| \| 5. \| \| Juttana Čaroenfon Reinis Kupfers \| 6 2 \| 6 4 \| \| \| \| \| \| \| \| \| \| \| \| \| \| \| \| \| \| \| \| \| \| \| \| \| \| \| \| \| \| \| \| \| \| \| \| \| \| \| \| \| \| \| |         |                                                                      |      |          |     |  |
| |         |                                                                      | 1.   | 2.       | 3.  |  |
| 1. |         | Kasidit Samrej Robert Strombachs                                     | 64 7 | 6 3      | 4 6 |  |
| 2. |         | Juttana Čaroenfon Ernests Gulbis                                     | 4 6  | 2 6      |     |  |
| 3. |         | Pručja Isaro / Thantub Suksumrarn Ernests Gulbis / Robert Strombachs | 4 6  | 7 5      | 6 0 |  |
| 4. |         | Kasidit Samrej Ernests Gulbis                                        | 4 6  | 6 4      | 4 6 |  |
| 5. |         | Juttana Čaroenfon Reinis Kupfers                                     | 6 2  | 6 4      |     |  |
| |         |                                                                      |      |          |     |  |
| |         |                                                                      |      |          |     |  |
| |         |                                                                      |      |          |     |  |
| |         |                                                                      |      |          |     |  |
| |         |                                                                      |      |          |     |  |

### Guatemala vs. Tchaj-wan
| | Guatemala | 0 :                                                                    | 4   | Tchaj-wan |    |            |
| --- | --------- | ---------------------------------------------------------------------- | --- | --------- | -- | ---------- |
| Complejo de Tenis Ing. Juan José Hermosilla, Ciudad de Guatemala, Guatemala 4.–5. března 2022 tvrdý |           |                                                                        |     |           |    |            |
| \| \| \| \| 1. \| 2. \| 3. \| \| \| -- \| \| ---------------------------------------------------------------------- \| --- \| --- \| -- \| ---------- \| \| 1. \| \| Wilfredo González Wu Tchun-lin \| 0 6 \| 3 6 \| \| \| \| 2. \| \| Christopher Díaz Figueroa Ceng Čchun-sin \| 5 7 \| 4 6 \| \| \| \| 3. \| \| Christopher Díaz Figueroa / Wilfredo González Sü Jü-siu / Wu Tchun-lin \| 4 6 \| 3 6 \| \| \| \| 4. \| \| Sebastián Domínguez Ceng Čchun-sin \| 4 6 \| 3 6 \| \| \| \| 5. \| \| Christopher Díaz Figueroa Wu Tchun-lin \| \| \| \| nehrálo se \| \| \| \| \| \| \| \| \| \| \| \| \| \| \| \| \| \| \| \| \| \| \| \| \| \| \| \| \| \| \| \| \| \| \| \| \| \| \| \| \| |           |                                                                        |     |           |    |            |
| |           |                                                                        | 1.  | 2.        | 3. |            |
| 1. |           | Wilfredo González Wu Tchun-lin                                         | 0 6 | 3 6       |    |            |
| 2. |           | Christopher Díaz Figueroa Ceng Čchun-sin                               | 5 7 | 4 6       |    |            |
| 3. |           | Christopher Díaz Figueroa / Wilfredo González Sü Jü-siu / Wu Tchun-lin | 4 6 | 3 6       |    |            |
| 4. |           | Sebastián Domínguez Ceng Čchun-sin                                     | 4 6 | 3 6       |    |            |
| 5. |           | Christopher Díaz Figueroa Wu Tchun-lin                                 |     |           |    | nehrálo se |
| |           |                                                                        |     |           |    |            |
| |           |                                                                        |     |           |    |            |
| |           |                                                                        |     |           |    |            |
| |           |                                                                        |     |           |    |            |
| |           |                                                                        |     |           |    |            |

### Indonésie vs. Venezuela
| | Indonésie | 3 :                                                                          | 0    | Venezuela |    |            |
| --- | --------- | ---------------------------------------------------------------------------- | ---- | --------- | -- | ---------- |
| Gelora Bung Karno Sports Complex, Jakarta, Indonésie 4.–5. března 2022 tvrdý |           |                                                                              |      |           |    |            |
| \| \| \| \| 1. \| 2. \| 3. \| \| \| -- \| \| ---------------------------------------------------------------------------- \| ---- \| --- \| -- \| ---------- \| \| 1. \| \| Fitriadi Rifqi Francisco Lamas Villarroel \| 6 3 \| 6 4 \| \| \| \| 2. \| \| Christopher Rungkat Luis David Martínez \| 7 64 \| 6 1 \| \| \| \| 3. \| \| Fitriadi Rifqi / Christopher Rungkat Luis David Martínez / Jordi Muñoz Abreu \| 6 1 \| 7 5 \| \| \| \| 4. \| \| Achad Imam Maruf Jordi Muñoz Abreu \| 5 4 \| \| \| nedohráno \| \| 5. \| \| Christopher Rungkat Francisco Lamas Villarroel \| \| \| \| nehrálo se \| \| \| \| \| \| \| \| \| \| \| \| \| \| \| \| \| \| \| \| \| \| \| \| \| \| \| \| \| \| \| \| \| \| \| \| \| \| \| \| \| |           |                                                                              |      |           |    |            |
| |           |                                                                              | 1.   | 2.        | 3. |            |
| 1. |           | Fitriadi Rifqi Francisco Lamas Villarroel                                    | 6 3  | 6 4       |    |            |
| 2. |           | Christopher Rungkat Luis David Martínez                                      | 7 64 | 6 1       |    |            |
| 3. |           | Fitriadi Rifqi / Christopher Rungkat Luis David Martínez / Jordi Muñoz Abreu | 6 1  | 7 5       |    |            |
| 4. |           | Achad Imam Maruf Jordi Muñoz Abreu                                           | 5 4  |           |    | nedohráno  |
| 5. |           | Christopher Rungkat Francisco Lamas Villarroel                               |      |           |    | nehrálo se |
| |           |                                                                              |      |           |    |            |
| |           |                                                                              |      |           |    |            |
| |           |                                                                              |      |           |    |            |
| |           |                                                                              |      |           |    |            |
| |           |                                                                              |      |           |    |            |

### Egypt vs. Kypr
| | Egypt | 4 :                                                                         | 1   | Kypr |     |  |
| --- | ----- | --------------------------------------------------------------------------- | --- | ---- | --- |  |
| Gezira Sporting Club, Káhira, Egypt 4.–5. března 2022 antuka |       |                                                                             |     |      |     |  |
| \| \| \| \| 1. \| 2. \| 3. \| \| \| -- \| \| --------------------------------------------------------------------------- \| --- \| --- \| --- \| \| \| 1. \| \| Mohamed Safwat Menelaos Efstathiou \| 6 3 \| 6 2 \| \| \| \| 2. \| \| Karim-Mohamed Maamoun Petros Chrysochos \| 3 6 \| 4 6 \| \| \| \| 3. \| \| Karim-Mohamed Maamoun / Mohamed Safwat Petros Chrysochos / Eleftherios Neos \| 4 6 \| 6 3 \| 6 4 \| \| \| 4. \| \| Mohamed Safwat Petros Chrysochos \| 5 7 \| 6 2 \| 6 0 \| \| \| 5. \| \| Amr Elsayed Stylianos Christodoulou \| 6 3 \| 6 3 \| \| \| \| \| \| \| \| \| \| \| \| \| \| \| \| \| \| \| \| \| \| \| \| \| \| \| \| \| \| \| \| \| \| \| \| \| \| \| \| \| \| \| |       |                                                                             |     |      |     |  |
| |       |                                                                             | 1.  | 2.   | 3.  |  |
| 1. |       | Mohamed Safwat Menelaos Efstathiou                                          | 6 3 | 6 2  |     |  |
| 2. |       | Karim-Mohamed Maamoun Petros Chrysochos                                     | 3 6 | 4 6  |     |  |
| 3. |       | Karim-Mohamed Maamoun / Mohamed Safwat Petros Chrysochos / Eleftherios Neos | 4 6 | 6 3  | 6 4 |  |
| 4. |       | Mohamed Safwat Petros Chrysochos                                            | 5 7 | 6 2  | 6 0 |  |
| 5. |       | Amr Elsayed Stylianos Christodoulou                                         | 6 3 | 6 3  |     |  |
| |       |                                                                             |     |      |     |  |
| |       |                                                                             |     |      |     |  |
| |       |                                                                             |     |      |     |  |
| |       |                                                                             |     |      |     |  |
| |       |                                                                             |     |      |     |  |

### Řecko vs. Jamajka
| | Řecko | 3 :                                                                      | 2   | Jamajka |     |  |
| --- | ----- | ------------------------------------------------------------------------ | --- | ------- | --- |  |
| Ace Tennis Club, Athény, Řecko 4.–5. března 2022 antuka (hala) |       |                                                                          |     |         |     |  |
| \| \| \| \| 1. \| 2. \| 3. \| \| \| -- \| \| ------------------------------------------------------------------------ \| --- \| --- \| --- \| \| \| 1. \| \| Michail Pervolarakis Rowland Phillips \| 2 6 \| 6 4 \| 3 6 \| \| \| 2. \| \| Petros Tsitsipas Blaise Bicknell \| 3 6 \| 5 7 \| \| \| \| 3. \| \| Markos Kalovelonis / Petros Tsitsipas Blaise Bicknell / Rowland Phillips \| 6 2 \| 6 3 \| \| \| \| 4. \| \| Aristotelis Thanos Blaise Bicknell \| 6 4 \| 6 4 \| \| \| \| 5. \| \| Petros Tsitsipas Rowland Phillips \| 4 6 \| 6 4 \| 6 4 \| \| \| \| \| \| \| \| \| \| \| \| \| \| \| \| \| \| \| \| \| \| \| \| \| \| \| \| \| \| \| \| \| \| \| \| \| \| \| \| \| \| |       |                                                                          |     |         |     |  |
| |       |                                                                          | 1.  | 2.      | 3.  |  |
| 1. |       | Michail Pervolarakis Rowland Phillips                                    | 2 6 | 6 4     | 3 6 |  |
| 2. |       | Petros Tsitsipas Blaise Bicknell                                         | 3 6 | 5 7     |     |  |
| 3. |       | Markos Kalovelonis / Petros Tsitsipas Blaise Bicknell / Rowland Phillips | 6 2 | 6 3     |     |  |
| 4. |       | Aristotelis Thanos Blaise Bicknell                                       | 6 4 | 6 4     |     |  |
| 5. |       | Petros Tsitsipas Rowland Phillips                                        | 4 6 | 6 4     | 6 4 |  |
| |       |                                                                          |     |         |     |  |
| |       |                                                                          |     |         |     |  |
| |       |                                                                          |     |         |     |  |
| |       |                                                                          |     |         |     |  |
| |       |                                                                          |     |         |     |  |

### Monako vs. Maroko
| | Monako | 4 :                                                         | 0   | Maroko |    |            |
| --- | ------ | ----------------------------------------------------------- | --- | ------ | -- | ---------- |
| Monte Carlo Country Club, Roquebrune-Cap-Martin, Francie 4.–5. března 2022 antuka |        |                                                             |     |        |    |            |
| \| \| \| \| 1. \| 2. \| 3. \| \| \| -- \| \| ----------------------------------------------------------- \| --- \| --- \| -- \| ---------- \| \| 1. \| \| Lucas Catarina Adam Moundir \| 6 3 \| 6 4 \| \| \| \| 2. \| \| Valentin Vacherot Elliot Benchetrit \| 6 2 \| 6 4 \| \| \| \| 3. \| \| Romain Arneodo / Hugo Nys Elliot Benchetrit / Lamine Ouahab \| 6 1 \| 6 2 \| \| \| \| 4. \| \| Lucas Catarina Yassine Dlimi \| 7 5 \| 6 1 \| \| \| \| 5. \| \| Valentin Vacherot Adam Moundir \| \| \| \| nehrálo se \| \| \| \| \| \| \| \| \| \| \| \| \| \| \| \| \| \| \| \| \| \| \| \| \| \| \| \| \| \| \| \| \| \| \| \| \| \| \| \| \| |        |                                                             |     |        |    |            |
| |        |                                                             | 1.  | 2.     | 3. |            |
| 1. |        | Lucas Catarina Adam Moundir                                 | 6 3 | 6 4    |    |            |
| 2. |        | Valentin Vacherot Elliot Benchetrit                         | 6 2 | 6 4    |    |            |
| 3. |        | Romain Arneodo / Hugo Nys Elliot Benchetrit / Lamine Ouahab | 6 1 | 6 2    |    |            |
| 4. |        | Lucas Catarina Yassine Dlimi                                | 7 5 | 6 1    |    |            |
| 5. |        | Valentin Vacherot Adam Moundir                              |     |        |    | nehrálo se |
| |        |                                                             |     |        |    |            |
| |        |                                                             |     |        |    |            |
| |        |                                                             |     |        |    |            |
| |        |                                                             |     |        |    |            |
| |        |                                                             |     |        |    |            |

### Bulharsko vs. Paraguay
| | Bulharsko | 3 :                                                                            | 1    | Paraguay |          |            |
| --- | --------- | ------------------------------------------------------------------------------ | ---- | -------- | -------- | ---------- |
| Sportovní hala Sofia, Sofie, Bulharsko 4.–5. března 2022 tvrdý (hala) |           |                                                                                |      |          |          |            |
| \| \| \| \| 1. \| 2. \| 3. \| \| \| -- \| \| ------------------------------------------------------------------------------ \| ---- \| ---- \| -------- \| ---------- \| \| 1. \| \| Dimitar Kuzmanov Hernando José Escurra Isnardi \| 7 65 \| 6 0 \| \| \| \| 2. \| \| Alexandar Lazarov Daniel Vallejo \| 6 4 \| 6 1 \| \| \| \| 3. \| \| Alexandr Donski / Alexandar Lazarov Juan Borba / Hernando José Escurra Isnardi \| 6 3 \| 7 5 \| \| \| \| 4. \| \| Petr Nestěrov Daniel Vallejo \| 6 78 \| 7 62 \| [5] [10] \| \| \| 5. \| \| Alexandar Lazarov Hernando José Escurra Isnardi \| \| \| \| nehrálo se \| \| \| \| \| \| \| \| \| \| \| \| \| \| \| \| \| \| \| \| \| \| \| \| \| \| \| \| \| \| \| \| \| \| \| \| \| \| \| \| \| |           |                                                                                |      |          |          |            |
| |           |                                                                                | 1.   | 2.       | 3.       |            |
| 1. |           | Dimitar Kuzmanov Hernando José Escurra Isnardi                                 | 7 65 | 6 0      |          |            |
| 2. |           | Alexandar Lazarov Daniel Vallejo                                               | 6 4  | 6 1      |          |            |
| 3. |           | Alexandr Donski / Alexandar Lazarov Juan Borba / Hernando José Escurra Isnardi | 6 3  | 7 5      |          |            |
| 4. |           | Petr Nestěrov Daniel Vallejo                                                   | 6 78 | 7 62     | [5] [10] |            |
| 5. |           | Alexandar Lazarov Hernando José Escurra Isnardi                                |      |          |          | nehrálo se |
| |           |                                                                                |      |          |          |            |
| |           |                                                                                |      |          |          |            |
| |           |                                                                                |      |          |          |            |
| |           |                                                                                |      |          |          |            |
| |           |                                                                                |      |          |          |            |

### Zimbabwe vs. Salvador
| | Zimbabwe | 1 :                                                                 | 3   | Salvador |        |            |
| --- | -------- | ------------------------------------------------------------------- | --- | -------- | ------ | ---------- |
| Harare Sports Club, Harare, Zimbabwe 4.–5. března 2022 tvrdý |          |                                                                     |     |          |        |            |
| \| \| \| \| 1. \| 2. \| 3. \| \| \| -- \| \| ------------------------------------------------------------------- \| --- \| --- \| ------ \| ---------- \| \| 1. \| \| Benjamin Lock Lluis Miralles \| 6 1 \| 6 1 \| \| \| \| 2. \| \| Mehluli Don Ayanda Sibanda Marcelo Arévalo \| 6 4 \| 3 6 \| 68 710 \| \| \| 3. \| \| Benjamin Lock / Courtney John Lock Marcelo Arévalo / Lluis Miralles \| 6 4 \| 3 6 \| 2 6 \| \| \| 4. \| \| Benjamin Lock Marcelo Arévalo \| 3 6 \| 7 5 \| 4 6 \| \| \| 5. \| \| Mehluli Don Ayanda Sibanda Lluis Miralles \| \| \| \| nehrálo se \| \| \| \| \| \| \| \| \| \| \| \| \| \| \| \| \| \| \| \| \| \| \| \| \| \| \| \| \| \| \| \| \| \| \| \| \| \| \| \| \| |          |                                                                     |     |          |        |            |
| |          |                                                                     | 1.  | 2.       | 3.     |            |
| 1. |          | Benjamin Lock Lluis Miralles                                        | 6 1 | 6 1      |        |            |
| 2. |          | Mehluli Don Ayanda Sibanda Marcelo Arévalo                          | 6 4 | 3 6      | 68 710 |            |
| 3. |          | Benjamin Lock / Courtney John Lock Marcelo Arévalo / Lluis Miralles | 6 4 | 3 6      | 2 6    |            |
| 4. |          | Benjamin Lock Marcelo Arévalo                                       | 3 6 | 7 5      | 4 6    |            |
| 5. |          | Mehluli Don Ayanda Sibanda Lluis Miralles                           |     |          |        | nehrálo se |
| |          |                                                                     |     |          |        |            |
| |          |                                                                     |     |          |        |            |
| |          |                                                                     |     |          |        |            |
| |          |                                                                     |     |          |        |            |
| |          |                                                                     |     |          |        |            |

### Benin vs. Hongkong
| | Benin | 1 :                                                           | 3   | Hongkong |     |            |
| --- | ----- | ------------------------------------------------------------- | --- | -------- | --- | ---------- |
| Stade de l’Amitié Général Mathieu Kérékou, Cotonou, Benin 4.–5. března 2022 tvrdý |       |                                                               |     |          |     |            |
| \| \| \| \| 1. \| 2. \| 3. \| \| \| -- \| \| ------------------------------------------------------------- \| --- \| --- \| --- \| ---------- \| \| 1. \| \| Alexis Klégou Wong Hong-kit \| 6 1 \| 4 6 \| 1 5 \| skreč \| \| 2. \| \| Delmas N'tcha Coleman Wong \| 4 6 \| 4 6 \| \| \| \| 3. \| \| Alexis Klégou / Sylvestre Monnou Coleman Wong / Wong Hong-kit \| 2 6 \| 6 1 \| 4 6 \| \| \| 4. \| \| Sylvestre Monnou Ng Ki-lung \| 6 4 \| 6 4 \| \| \| \| 5. \| \| Delmas N'tcha Wong Hong-kit \| \| \| \| nehrálo se \| \| \| \| \| \| \| \| \| \| \| \| \| \| \| \| \| \| \| \| \| \| \| \| \| \| \| \| \| \| \| \| \| \| \| \| \| \| \| \| \| |       |                                                               |     |          |     |            |
| |       |                                                               | 1.  | 2.       | 3.  |            |
| 1. |       | Alexis Klégou Wong Hong-kit                                   | 6 1 | 4 6      | 1 5 | skreč      |
| 2. |       | Delmas N'tcha Coleman Wong                                    | 4 6 | 4 6      |     |            |
| 3. |       | Alexis Klégou / Sylvestre Monnou Coleman Wong / Wong Hong-kit | 2 6 | 6 1      | 4 6 |            |
| 4. |       | Sylvestre Monnou Ng Ki-lung                                   | 6 4 | 6 4      |     |            |
| 5. |       | Delmas N'tcha Wong Hong-kit                                   |     |          |     | nehrálo se |
| |       |                                                               |     |          |     |            |
| |       |                                                               |     |          |     |            |
| |       |                                                               |     |          |     |            |
| |       |                                                               |     |          |     |            |
| |       |                                                               |     |          |     |            |